# 加特契納區
加特契納區（俄语：Га́тчинский райо́н）是俄羅斯列寧格勒州的一個行政區，位於列寧格勒州的西南部。加特契納區面積2,868.7平方（1,107.6平方英里），行政中心是加特契納。2010年人口140,210；2002年人口有132,010； 1989年人口138,022。加特契納宮位於加特契納區。